# Umurangi Generation
Umurangi Generation è un videogioco del 2020 sviluppato da Origame Digital per Microsoft Windows. Distribuito da Playism il gioco ha ricevuto un DLC denominato Umurangi Generation Macro. Il gioco è stato convertito per Nintendo Switch con il titolo Umurangi Generation Special Edition che include Macro.